# Melignomon
A Melignomon a madarak (Aves) osztályának a harkályalakúak (Piciformes) rendjébe, ezen belül a mézkalauzfélék (Indicatoridae) családjába tartozó nem.

## Tudnivalók
A Melignomon-fajok Afrika középső és nyugati részén fordulnak elő. Az esőerdők lakói.

## Rendszerezés
A nembe az alábbi 2 faj tartozik:
- sárgalábú mézkalauz (Melignomon eisentrauti) Louette, 1981[1]
- Zenker-mézkalauz (Melignomon zenkeri) Reichenow, 1898[2]